# Czarno-Żółte Przymierze
Czarno-Żółte Przymierze (niem. Schwarz-Gelbe Allianz) – największa austriacka monarchistyczna organizacja, została założona dnia 6 sierpnia 2004 roku. Współpracuje z czeską partią polityczną Koruna Česká.

## Historia
W ramach wyborów parlamentarnych z lat 2008 i 2013 Czarno-Żółte Przymierze bezskutecznie próbowało zarejestrować swoją listę wyborczą, do czego potrzebne było 2600 podpisów obywateli. Koordynatorem kampanii wyborczej był Alexander Simec.
W maju 2014 otworzono w Strengbergu biuro regionalne, którego szefem był jeden z zarządców organizacji, Ernst Lahnsteiner; siedzibą biura został budynek, w którym w XVI wieku mieściła się szkoła elementarna. W czerwcu tegoż roku działacze organizacji spotkali się w Sarajewie w celu upamiętnienia zamachu z 1914 roku. Jednym z członków organizacji był ówczesny burmistrz Strengberga Roland Dietl, pełniący również funkcję wiceprezesa Czarno-Żółtego Przymierza. Do ugrupowania należy również część żyjących współcześnie Habsburgów, a nawet część monarchistów z Czech i Polski.

## Poglądy organizacji
Czarno-Żółte Przymierze opowiada się za wprowadzenim monarchii konstytucyjnej z Karolem Habsburgiem-Lotaryńskim jako cesarzem; ten jednak odmówił chęci pełnienia danej funkcji. Organizacja deklaruje się jako niereligijny i ponadnarodowy ruch obywatelski, dążący do wprowadzenia monarchii parlamentarnej i ścisłej współpracy z Czechami, Słowacją, Węgrami, Słowenią i Chorwacją; jej wynikiem byłoby utworzenie Federacji Dunajskiej.
Fundamentami organizacji są między innymi chrześcijaństwo oraz oświecenie katolickie; ugrupowanie opowiada się również za demokracją, praworządnością, trójpodziałem władzy, prawem narodów do samostanowienia oraz za wolnością religijną. W ramach utworzenia w parlamencie reprezentacji niegłosujących i niepopierających żadnej partii politycznej obywateli, partia opowiada się za proporcjonalnym względem liczby niegłosujących przydzielaniem przez monarchę odpowiedniej ilości mandatów przeznaczonych dla bezpartyjnych i zasłużonych obywateli.
Po przywróceniu monarchii, Czarno-Żółte Przymierze postuluje anulowanie ustawy o zniesieniu szlachty, dzięki czemu uprawnieni do używania tytułów szlacheckich byliby potomkowie austro-węgierskich szlachciców, którzy po I wojnie światowej aktywnie wspierali powrót monarchii. Jeżeli monarcha uzna, że rząd podjął decyzję niezgodną z wolą większości obywateli, może zarządzić wiążące referendum. Działacze partii postulują również utworzenie reprezentującą obywateli Radę Kontroli (niem. Kontrollrat), która byłaby uprawniona do zmuszenia monarchy do abdykacji w przypadku poważnego naruszenia prawa z jego strony lub jego niekompetencji; po zrzeczeniu się władzy następuje sukcesja. Rada Kontroli miałaby być powoływana przez obie izby austriackiego parlamentu (przez Radę Narodową oraz Radę Federalną) i postulowaną Radę Koronną (niem. Kronrat), pełniącą funkcję osobistej rady doradczej monarchy.
Ugrupowanie opowiada się również za restrykcyjną polityką azylową oraz za współpracą ze Słowenią w kwestii rejestracji osób ubiegających się o azyl.
Organizacja uważa, że ingerencja w życie obywateli ze strony państwa oraz Unii Europejskiej powinna być minimalna. Wspiera również legalizację marihuany oraz państwowy monopol na jej sprzedaż. Ugrupowanie uznaje związki partnerskie; jest jednak zdania, że małżeństwa oraz adopcja dzieci powinny być dostępne jedynie dla par heteroseksualnych.

## Postulaty organizacji

### Główne postulaty[19]
- inwestowanie w system edukacji,
- reforma aparatu państwowego,
- przywrócenie cesarstwa[9][20] oraz uprawnienie głowy państwa do zarządzania referendów,
- walka z prywatyzacją[6].

### Polityka gospodarcza[4]
- dążenie do samowystarczalności gospodarczej,
- działania na rzecz wzrostu liczby gospodarstwa rolnych,
- kontrola państwa nad zasobami naturalnymi,
- ochrona miejsc pracy w Austrii,
- ograniczenie zużycia wody przez branże przemysłowe i handlowe w ramach przeciwdziałaniu obniżania się poziomu wód gruntowych,
- podwyższenie kapitału zakładowego spółek akcyjnych,
- promowanie regionalnych małych i średnich przedsiębiorstw,
- promowanie wytwarzania energii alternatywnej oraz elektrycznej w mikro- i małych elektrowniach,
- umożliwienie obywatelom podejmowania decyzji w kwestii projektów gospodarczych, jak budowa dróg bądź osiedli przemysłowych,
- uprzywilejowanie w kwestii podatków przedsiębiorstw recyklingowych oraz wytwarzających produkty możliwe do poddania recyklingowi
- uregulowanie stopy procentowej w przedziale 6-10%,
- utrzymanie systemu waluty złotej,
- wprowadzenie niskich podatków oraz prostych przepisów podatkowych,
- wprowadzenie podstaw ogrodnictwa jako nowego przedmiotu szkolnego,
- wsparcie dla gospodarki naturalnej,
- wspieranie przedsiębiorstw wykorzystujących w niskim stopniu zasoby rzadkie i nieodnawialne,
- zachęcanie przedsiębiorstw do opracowywania produktów niewymagających zużycia ropy naftowej,
- zakazanie powierzania stanowisk kierowniczych członkom partii politycznych w państwowych przedsiębiorstwach,
- zmniejszenie dotacji rolniczych dla dużych przedsiębiorstw oraz ich zwiększenie dla małych gospodarstw,
- zniesienie obowiązku członkostwa w izbach handlowych,
- zniesienie przepisów antynikotynowych oraz liberalizacja przepisów sanitarnych przy możliwej negocjacji z Unią Europejską,
- zwiększenie limitu zwolnienia z podatku VAT.

### Polityka europejska[21]
- dbanie o używanie austriackiej odmiany języka niemieckiego przez austriacką prasę oraz instytucje kultury,
- promowanie dialektów regionalnych,
- nadanie Tyrolowi Południowemu uprawnień jak ustanowienie własnej władzy wykonawczej reprezentowaną wspólnie przez Austrię i Włochy,
- nawiązanie i utrzymywanie przyjaznych relacji z Czechami, Słowacją, Węgrami, Słowenią i Chorwacją,
- sprzeciw wobec przystąpienia Turcji do Unii Europejskiej[3],
- umożliwienie posiadania podwójnego obywatelstwa (austriackiego i włoskiego) przez mieszkańców Tyrolu Południowego,
- ustanowienie sojuszu państw Europy Środkowej ze wspólną polityką zagraniczną, gospodarczą i obronną; przeprowadzenie wśród obywateli referendum w kwestii wdrożenia tegoż postulatu w ramach NATO,
- zakazanie zmiany tekstu hymnów narodowych austriackich krajów związkowych.

### Polityka w kwestii edukacji[22]
- modernizacja szkół średnich i zawodowych,
- nauka patriotyzmu oraz otwartości na inne kultury,
- odmłodzenie kadry pedagogicznej poprzez wycofywanie z działalności dydaktycznej nauczycieli, którzy ukończyli 50. rok życia oraz przenoszenie ich do pełnienia funkcji doradczych i pomocniczych bądź do edukowania osób dorosłych,
- promowanie języków używanych w Europie Środkowej,
- promowanie popołudniowych zajęć sportowych, harcerskich i ogrodniczych,
- przywrócenie wyborów do samorządów studenckich,
- wprowadzenie lekcji etyki jako obowiązkowej,
- wprowadzenie obowiązkowych mundurków szkolnych w szkołach publicznych; dofinansowywanie ich przez państwo,
- wydłużenie obowiązkowego okresu nauki z 9 do 10 lat,
- zapewnienie bezpłatnych studiów dla austriackich absolwentów szkół średnich.

### Polityka wewnętrzna[23]
- anulowanie udzielania subwencji partiom politycznym oraz finansowania ich kampanii z publicznych środków,
- odbieranie austriackiego obywatelstwa osobom aktywnie wspierających organizacje terrorystyczne jak Państwo Islamskie oraz uniemożliwienie im wjazdu do Austrii,
- opodatkowanie gier zawierających przemoc[9] oraz przeznaczanie pieniędzy z podatku na organizacje pomagające ofiarom przestępstw z użyciem przemocy,
- powoływanie polityków na urząd szefów ministerstw na podstawie kompetencji,
- reforma policji,
- ustanowienie obowiązku ujawniania wszystkich finansów partii politycznych oraz składania oświadczeń majątkowych przez polityków,
- wyrównanie wynagrodzenia dla kobiet i mężczyzn,
- zakazanie urzędnikom dołączania do partii politycznych,
- zmniejszenie liczby członków Rady Narodowej,
- znaczne obniżenie pensji polityków.

### Polityka środowiskowa i energetyczna[24][25]
- budowa elektrowni jądrowych na mocy referendum[9][6],
- działanie na rzecz uniezależnienia się od importu energii elektrycznej,
- opuszczenie Europejskiej Wspólnoty Energii Atomowej[25],
- uchwalenie ustawy o ochronie środowiska obowiązującej na terenie całej Austrii; uwzględnienie szczególnych okoliczności w części regionów,
- utworzenie wspólnego środkowoeuropejskiego organu działającego na rzecz ochrony środowiska.

### Polityka obronna[26]
- niedołączanie do sojuszy obronnych przez Austrię,
- utrzymanie powszechnego poboru do wojska,
- utworzenie środkowoeuropejskiej Rady Obrony.

### Polityka wobec mniejszości narodowych[27]
- integracja mniejszości narodowych,
- oznaczanie części nazw miejscowości w języku ojczystym oraz mniejszości.

### Polityka rodzinna[28]
- finansowanie co najmniej trzypokoleniowej rodzin mieszkających razem,
- promowanie działań społecznych i prozdrowotnych,
- wprowadzenie w kraju jednolitej ustawy o ochronie młodzieży,
- wprowadzenie ulg podatkowych dla rodziców pracujących w pełnym wymiarze godzin.

## Kontrowersje
Czarno-Żółte Przymierze było uważane za organizację działającą na granicy legalności, jednak Federalny Urząd Ochrony Konstytucji i Kontrterroryzmu nie wykazał łamania prawa.
W 2019 roku działacze Czarno-Żółtego Przymierza zorganizowali w Wiedniu II Kongres Monarchistów Europejskich, kontrowersje wywołało zaproszenie Stanisława Worobjowa, lidera Rosyjskiego Ruchu Imperialnego; jego organizacja była znana ze wspierania prorosyjskich separatystów w Donbasie oraz z finansowania Nordyckiego Ruchu Oporu. Sam Worobjow znany jest z antysemickich wypowiedzi, a władze austriackie przeciwdziałają takowej postawie.